# Raabeina hsui
Raabeina hsui är en insektsart som beskrevs av Fernando Chiang och Knight 1990. Raabeina hsui ingår i släktet Raabeina och familjen dvärgstritar.
Artens utbredningsområde är Taiwan. Inga underarter finns listade i Catalogue of Life.